# Edmond (Kansas)
Pour les articles homonymes, voir Edmond.
Edmond est une ville américaine située dans le comté de Norton, au Kansas. Selon le recensement de 2020, sa population est de 28 habitants.